# Achiel Bruneel
Achiel Bruneel (Herenthout 19 oktober 1918 — Antwerpen 5 juni 2008) was een Belgisch wielrenner. 

## Biografie
Bruneel was professioneel wielrenner van 1939 tot 1955 en was vooral in zijn amateurtijd actief als wegrenner. Tijdens zijn profcarrière was hij hoofdzakelijk baanwielrenner en had met name succes in zesdaagsen.  
Als amateurwegrenner werd hij in 1936 Belgisch nationaal kampioen op de weg. In 1940 werd hij 3e bij de Belgische nationale kampioenschappen sprint op de baan. In 1949 werd hij tweede bij het Europees kampioenschap koppelkoers op de baan, samen met zijn koppelgenoot en landgenoot Camiel De Kuysscher.
Hij reed in totaal 42 zesdaagsen, waarvan hij er 12 won. Van deze 12 won hij er 2 samen met zijn landgenoten Lucien Acou en Rik Van Steenbergen en eveneens 2 met de Fransman Guy Lapebie. Met deze 12 overwinningen staat hij gedeeld 59e in de ranglijst aller tijden van zesdaagsenoverwinningen. 
Net als voor veel andere vooroorlogse wielrenners zorgde de Tweede Wereldoorlog voor een ongelegen onderbreking van zijn wielercarrière.

## Overzicht zesdaagsenoverwinningen
| Nr. | Jaar | Zesdaagse van | Samen met           |
| --- | ---- | ------------- | ------------------- |
| 1   | 1947 | Antwerpen     | Omer De Bruycker    |
| 2   | 1947 | Parijs        | Robert Naye         |
| 3   | 1948 | Gent          | Camile De Kuysscher |
| 4   | 1949 | Parijs        | Guy Lapebie         |
| 5   | 1950 | Antwerpen     | Rik Van Steenbergen |
| 6   | 1950 | Saint-Étienne | Guy Lapebie         |
| 7   | 1950 | Brussel       | Jos De Beuckelaer   |
| 8   | 1952 | Parijs        | Rik Van Steenbergen |
| 9   | 1952 | Brussel       | Lucien Acou         |
| 10  | 1953 | Gent          | Arsene Ryckaert     |
| 11  | 1953 | Antwerpen     | Oskar Plattner      |
| 12  | 1954 | Dortmund      | Lucien Acou         |

| Aantal | Samen met |
| ------ | --- |
| 2      | - Guy Lapebie - Rik Van Steenbergen - Lucien Acou                                                             |
| 1      | - Omer De Bruycker - Robert Naye - Camile De Kuysscher - Jos De Beuckelaer - Arsene Ryckaert - Oskar Plattner |